# Sergey Grankin
Sergey Grankin (Kislovodsk, 21 de janeiro de 1985) é um jogador de voleibol russo que atua na posição de levantador.

## Carreira

### Clubes
Grankin começou a jogar voleibol aos 7 anos de idade. Começou a jogar profissionalmente pelo FC Neftyanik Yaroslavl, onde atuou de 2002 a 2005. Conquistou seu primeiro título do Campeonato Russo na temporada 2007–08, pelo Dímano Moscou. Em 2017 rescindiu seu contrato com o Dínamo para atuar pelo Belogorie Belgorod por uma temporada. Com o novo clube, o levantador conquistou o título da Taça CEV de 2017–18.
Em 2018 assinou contrato com o Berlin Recycling Volleys, sendo a primeira experiência do jogador fora do voleibol russo. Após atuar por quatro anos no voleibol alemão, por onde conquistou conquistou três títulos do Campeonato Alemão, uma Copa da Alemanha e três da Supercopa Polonesa, o levantador voltou ao seu país natal após fechar com o Fakel Novy Urengoy.

### Seleção
Grankin fez sua estreia na seleção adulta russa em 2006. Conquistou o 3º lugar na Liga Mundial de 2006, que ocorreu em Moscou. Competiu nos Jogos Olímpicos de Verão de 2008, quando a Rússia conquistou a medalha de bronze, e também nos Jogos de 2012, em Londres, onde obteve a medalha de ouro após derrotar a seleção brasileira no tie-break. Nos Jogos Olímpicos Rio 2016, ficou na 4ª colocação após perder a disputa da medalha de bronze para a seleção norte-americana. No ano seguinte conquistou seu segundo título europeu após derrotar a seleção alemã no Campeonato Europeu de 2017.

## Títulos
Dímano Moscou
- Taça CEV: 2011–12, 2014–15, 2017–18

- Campeonato Russo: 2007–08

- Copa da Rússia: 2006, 2008

- Supercopa Russa: 2008, 2009

Berlin Recycling Volleys
- Campeonato Alemão: 2018–19, 2020–21, 2021–22

- Copa da Alemanha: 2019–20

- Supercopa Alemã: 2019, 2020, 2021

## Clubes
| Anos      | Clube                    |
| --------- | ------------------------ |
| 2002–2005 | Neftyanik Yaroslavl      |
| 2005–2006 | Luch Moscow              |
| 2006–2017 | Dímano Moscou            |
| 2017–2018 | Belogorie Belgorod       |
| 2018–2019 | Dímano Moscou            |
| 2019–2022 | Berlin Recycling Volleys |
| 2022–     | Fakel Novy Urengoy       |